# Fric frac, rue des diams
Pour plus de détails, voir Fiche technique et Distribution.
Fric frac, rue des diams (11 Harrowhouse) est un film britannique réalisé par Aram Avakian, sorti en 1974.

## Fiche technique
- Titre original : 11 Harrowhouse
- Titre français : Fric frac, rue des diams
- Réalisation : Aram Avakian
- Scénario : Jeffrey Bloom (en) et Charles Grodin d'après le roman de Gerald A. Browne "Diamants mortels" (11 Harrowhouse) publié en 1972
- Photographie : Arthur Ibbetson
- Montage : Anne V. Coates
- Musique : Michael J. Lewis
- Pays d'origine : Royaume-Uni
- Format : Couleurs - Mono
- Genre : comédie, thriller
- Durée : 94 minutes
- Date de sortie : 1974

## Distribution
- Charles Grodin : Howard R. Chesser
- Candice Bergen : Maren Shirell
- James Mason : Charles D. Watts
- Trevor Howard : Clyde Massey
- John Gielgud : Meecham
- Helen Cherry : Lady Anne Bolding
- Peter Vaughan : Coglin
- Cyril Shaps : Wildenstein
- Jack Watson : Miller
- Jack Watling : Fitzmaurice
- Jimmy Gardner (non crédité)